# لشکر ۷ کانادا
لشکر ۷ کانادا (انگلیسی: 7th Canadian Infantry Division) لشکر پیاده‌نظام نیروی زمینی کانادا است، که در سال ۱۹۴۲ تأسیس شد و در سال ۱۹۴۵ منحل گردید.
لشکر هفتم کانادا یک لشکر پیاده نظام ارتش کانادا بود که در بهار ۱۹۴۲ بسیج شد و در طول جنگ جهانی دوم برای دفاع از خانه در چارچوب فرماندهی آتلانتیک منصوب شد.
در آن زمان فرض بر این بود که این لشکر از داوطلبان تشکیل شده و به خارج از کشور اعزام خواهد شد. تا تابستان ۱۹۴۲ مشخص شد که داوطلبان کافی وجود نخواهد داشت، بنابراین سربازان وظیفه طبق قانون بسیج منابع ملی به هنگ‌های این لشکر اعزام شدند تا تعداد آنها به قدرت استقرار جنگ برسد.
این بدان معنا بود که این لشکر فقط می‌توانست برای دفاع از خانه استفاده شود، مگر اینکه پارلمان کانادا حکم می‌داد که سربازان وظیفه می‌توانند به خارج از کشور اعزام شوند. دو تیپ در اوایل پاییز ۱۹۴۲ در کمپ دبرت در نوا اسکوشیا و تیپ سوم در کمپ ساسکس در نیوبرانزویک تشکیل شد.